# Lavanttaler Alpen
Die Lavanttaler Alpen sind eine Gebirgsgruppe in den  zentralen Ostalpen. Sie sind nach dem zentralen Lavanttal in Kärnten benannt.

## Umgrenzung
Die Lavanttaler Alpen werden begrenzt von:
- Mur von Teufenbach bis Spielfeld
- Maribor
- Drau bis Einmündung Gurk
- Gurk bis Einmündung Metnitz
- Metnitz bis Einmündung Olsabach
- Neumarkt in der Steiermark
- Neumarkter Sattel
- Teufenbach

Ein Teil der Grenze zwischen Österreich und Slowenien – der zwischen den Flüssen Mur und Drau – verläuft in den Lavanttaler Alpen.

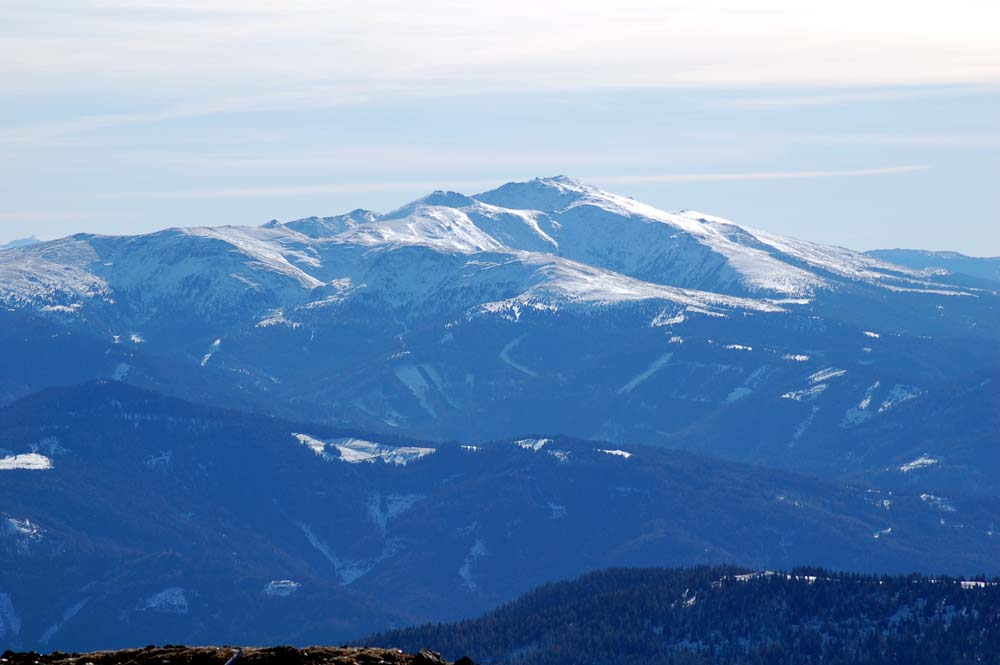
Zirbitzkogel von Nordwesten

## Benachbarte Gebirgsgruppen
Die Lavanttaler Alpen grenzen an die folgenden anderen Gebirgsgruppen der Alpen:
| Rottenmanner und Wölzer Tauern | Seckauer Tauern Ennstaler Alpen             | Hochschwab                  |
| Nockberge                      | Kompassrose, die auf Nachbargemeinden zeigt | Randgebirge östlich der Mur |
|                                | Karawanken und Bachergebirge                |                             |

## Gliederung
Die Internationale vereinheitlichte orographische Einteilung der Alpen (SOIUSA/IVOEA) führt 19.II Lavanttaler Alpen i. e. S. – in dem Sinne der Berge rund um das Lavanttal – mitsamt dem Guttaringer Bergland (nach AVE Gurktaler Alpen), der Rest der Berge fällt in 20.A Westliches Steirisches Randgebirge.
Bis auf die Richtung Oberes Murtal gelagerten Seetaler Alpen bilden die Lavanttaler Alpen den Westteil des Steirischen Randgebirges, das nicht geologisch, sondern orographisch definiert ist. Veraltet werden sie auch –  geologisch nicht fundiert – mit den westlich anschließenden Gurktaler Alpen zu den Norischen Alpen zusammengefasst.
Zu den Lavanttaler Alpen zählen:
- Gleinalpe
- Koralpe
- Packalpe mit der Stubalpe
- Poßruck
- Saualpe
- Seetaler Alpen

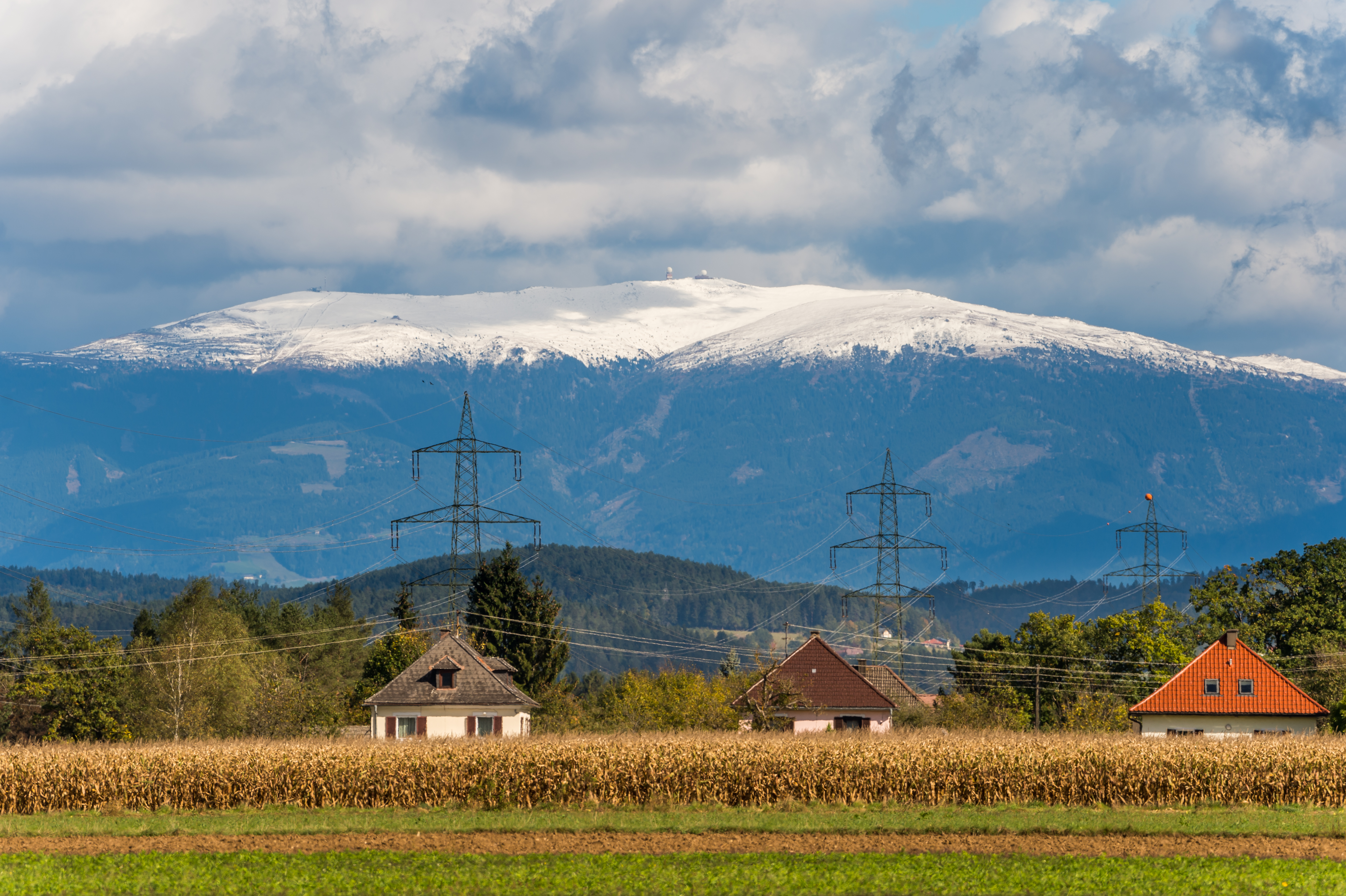
Koralpe von Südwesten

Die – teils schon außeralpinen, dem Alpenvorland im Südosten zugerechneten – Vorlagen westlich der Mur sind:
- Westliches Grazer Bergland
- Weststeirisches Riedelland
- Sausal
- Windische Bühel

## Gipfel

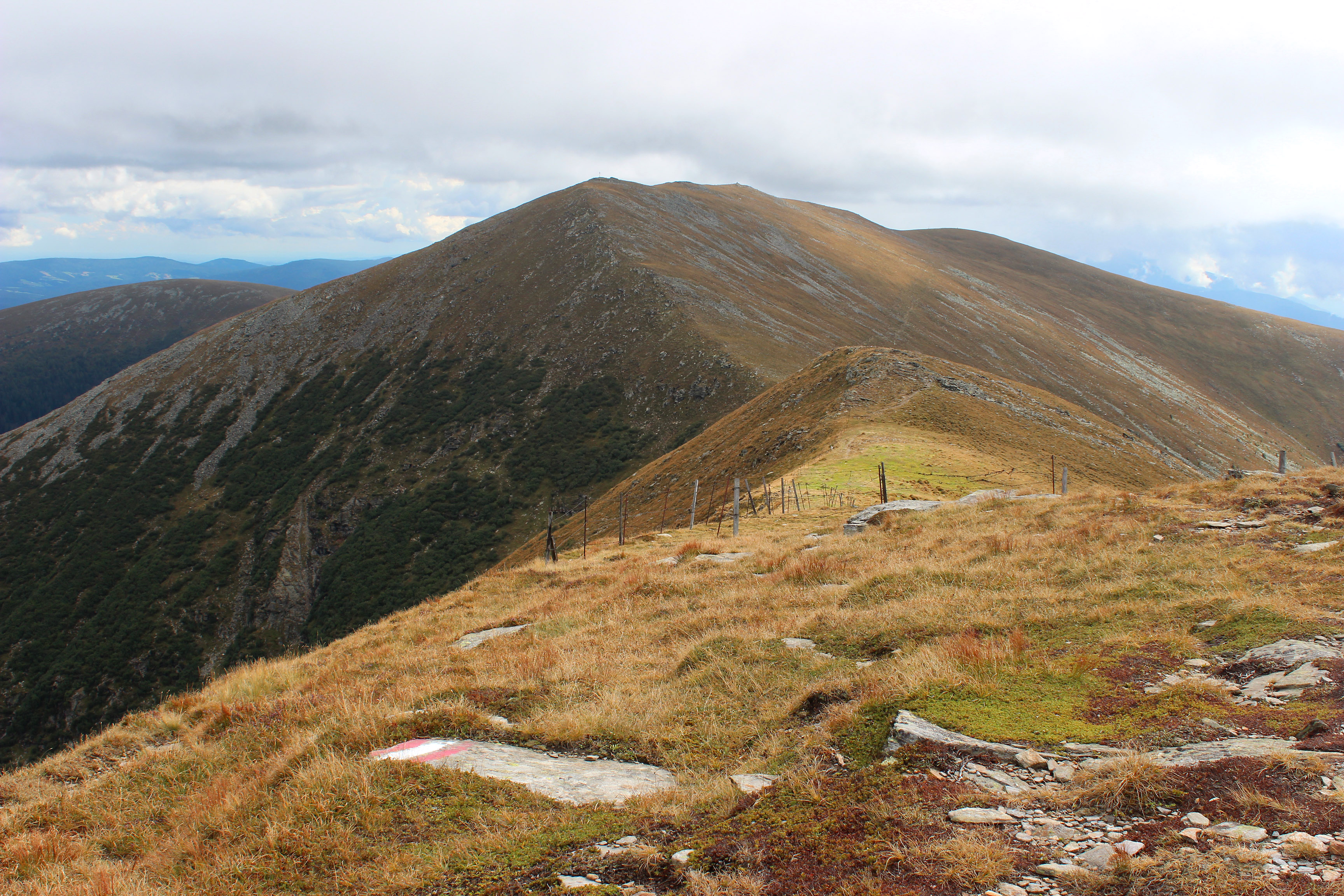
Ameringkogel

Die wichtigsten Gipfel der Lavanttaler Alpen sind:
| Gipfel             | Höhe   | Gebirgszug     |
| ------------------ | ------ | -------------- |
| Ameringkogel       | 2187 m | Packalpe       |
| Großer Speikkkogel | 2140 m | Koralpe        |
| Klementkogel       | 1052 m | Poßruck        |
| Ladinger Spitz     | 2079 m | Saualpe        |
| Lenzmoarkogel      | 1991 m | Gleinalpe      |
| Zirbitzkogel       | 2396 m | Seetaler Alpen |